# Liste der Bodendenkmäler in Swisttal
Die Liste der Bodendenkmäler in Swisttal enthält die denkmalgeschützten unterirdischen baulichen Anlagen, Reste oberirdischer baulicher Anlagen, Zeugnisse tierischen und pflanzlichen Lebens und paläontologischen Reste auf dem Gebiet der Gemeinde Swisttal im Rhein-Sieg-Kreis in Nordrhein-Westfalen (Stand: November 2021). Diese Bodendenkmäler sind in Teil B der Denkmalliste der Gemeinde Swisttal eingetragen; Grundlage für die Aufnahme ist das Denkmalschutzgesetz Nordrhein-Westfalen (DSchG NRW).
Hinweis: Die Nummerierung der Bodendenkmäler wird für jeden Ortsteil separat, beginnend mit „2“, geführt. Der besseren Übersicht halber wurde der laufenden Nummer in kursiver Schrift der zugehörige Ortsteil vorangestellt. 
| Bild           | Bezeichnung                               | Lage                                     | Beschreibung | Bauzeit | Eingetragen seit         | Denkmal- nummer         |
| -------------- | ----------------------------------------- | ---------------------------------------- | ------------ | ------- | ------------------------ | ----------------------- |
| weitere Bilder | „Eiserner Mann“                           | verschiedene Ortsteile Pilgerweg         |              |         | 10.01.1985               | verschiedene Lfd. Nr. 1 |
|                | Motte                                     | verschiedene Ortsteile Am Gerecht        |              |         | 01.06.1987               | verschiedene Lfd. Nr. 2 |
|                | Mittelalterlicher Einzelhof               | verschiedene Ortsteile Auf den 24 Morgen |              |         | 14.11.2002               | verschiedene Lfd. Nr. 3 |
| weitere Bilder | Römische Wasserleitung                    | verschiedene Ortsteile Dietkirchenstraße |              |         | 29.07.2003               | verschiedene Lfd. Nr. 4 |
|                | Villa Rustica                             | verschiedene Ortsteile Am Tannenwald     |              |         | 26.03.2013               | verschiedene Lfd. Nr. 5 |
|                | Römisches Übungslager Domhecken 5         | Heimerzheim Dünstekovener Weide          |              |         | 02.11.2020               | Heimerzheim Lfd. Nr. 1  |
|                | Wasserburganlage „Fließenhof“             | Miel Weiherstraße                        |              |         | 01.06.1987               | Miel Lfd. Nr. 1         |
|                | Römische Wasserleitung                    | Miel An der Schneppenflucht              |              |         | 25.06.1998               | Miel Lfd. Nr. 2         |
|                | Niederungsmotte                           | Miel Gut Hohn                            |              |         | 01.06.1987               | Miel Lfd. Nr. 3         |
|                | Wallanlage und römische Villa Rustica     | Miel Schloßallee                         |              |         | 01.06.1987 u. 17.11.1995 | Miel Lfd. Nr. 4         |
|                | Zweiteilige Wasserburganlage              | Miel Bonner Straße                       |              |         | 01.06.1987               | Miel Lfd. Nr. 5         |
|                | Historischer Swistübergang bei Lützermiel | Miel B 56                                |              |         | 15.11.2000               | Miel Lfd. Nr. 6         |
|                | Dammanlage                                | Morenhoven Am Bischofsweiher             |              |         | 12.10.1987               | Morenhoven Lfd. Nr. 1   |
|                | Neolithisches Erdwerk                     | Odendorf Frankenstraße                   |              |         | 10.12.2020               | Odendorf Lfd. Nr. 1     |
|                | Eisenzeitlicher Siedlungsplatz            | Straßfeld Neukircher Weg                 |              |         | 18.12.2003               | Straßfeld Lfd. Nr. 1    |
|                | Römische villa rustica und burgus         | Straßfeld Dom-Escher-Straße              |              |         | 24.02.2021               | Straßfeld Lfd. Nr. 2    |